# Alexandra L. Phillips (femme politique du Parti du Brexit)
Pour les articles homonymes, voir Phillips, Alex Phillips et Alexandra Phillips.
Ne doit pas être confondu avec Alex Phillips (femme politique du Parti vert).
Alexandra Lesley Phillips, née le 26 décembre 1983 à Gloucester, en Angleterre, est une femme politique britannique du Parti du Brexit. En 2019, elle est élue députée européenne.

## Carrière politique
Aux élections européennes de 2019, elle est, avec Nigel Farage, Robert Rowland et Belinda De Camborne Lucy, une des quatre députés du parti du Brexit élus dans la circonscription d'Angleterre du Sud-Est.
Elle ne doit pas être confondue avec Alex Phillips, députée européenne du Parti vert, élue la même année dans la même circonscription.